# 大渔街道
大渔街道是中国云南省昆明市呈贡区下辖的一个街道，由昆明滇池国家旅游度假区管委会托管。

## 行政区划
龙城街道下辖以下地区：
月角社区、大渔社区、大河社区、新村社区、海宴社区、石城社区和常乐社区。